# فن بيئي

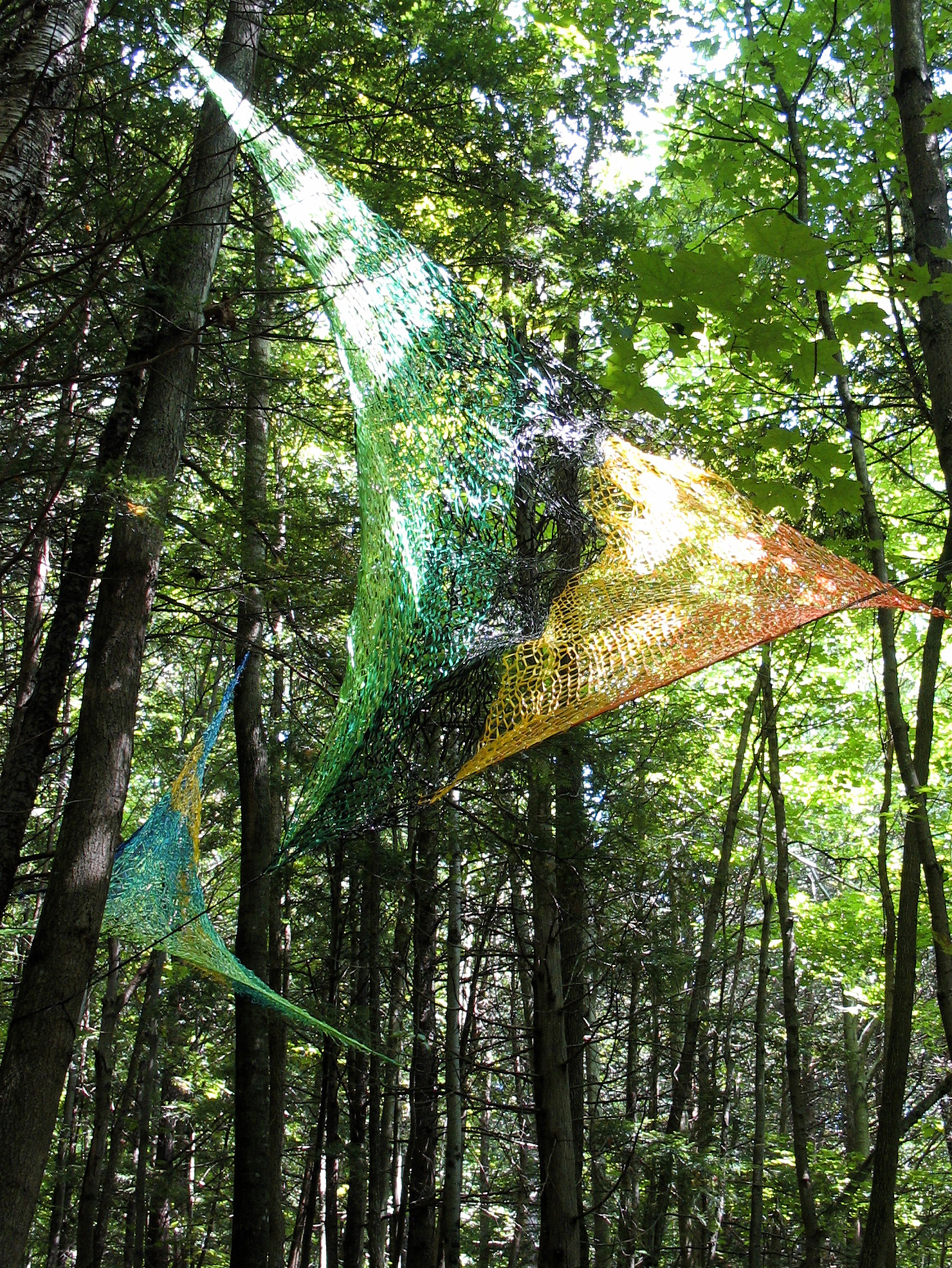
Edith Meusnier, Artefact, Bois de Belle Rivière, Québec, 2010

الفن البيئي هو مجموعة من الممارسات الفنية التي تشمل كلا من الأساليب التاريخية للطبيعة في الفن وأنواع الأعمال الأحدث والأدبية ذات الدوافع السياسية. تطور الفن البيئي بعيدًا عن المخاوف الرسمية، وعمل مع الأرض كمواد نحتية، نحو علاقة أعمق بالنظم والعمليات والظواهر المتعلقة بالاهتمامات الاجتماعية. ظهرت المناهج الاجتماعية والبيئية المتكاملة التي تم تطويرها كموقف أخلاقي وترميمي في التسعينات. على مدى السنوات العشر الماضية، أصبح الفن البيئي نقطة محورية للمعارض في جميع أنحاء العالم حيث تأتي الجوانب الاجتماعية والثقافية لتغير المناخ في المقدمة.
غالبًا ما يشمل مصطلح «الفن البيئي» مخاوف «بيئية» ولكنه ليس خاصًا بها. تحتفل في المقام الأول بعلاقة الفنان بالطبيعة باستخدام المواد الطبيعية. يُفهم هذا المفهوم بشكل أفضل فيما يتعلق بفن الأرض والمجال المتطور للفن الإيكولوجي. المجال متعدد التخصصات في حقيقة أن الفنانين البيئيين يعتنقون أفكارًا من العلوم والفلسفة. تشمل الممارسة وسائل الإعلام التقليدية ووسائل الإعلام الجديدة وأشكال الإنتاج الاجتماعية الهامة. يشمل العمل مجموعة كاملة من المناظر الطبيعية من الريف إلى الضواحي والحضر.

## لمحة تاريخية: رسم المناظر الطبيعية وتمثيلها
يمكن القول إن الفن البيئي بدأ برسومات الكهوف من العصر الحجري القديم لأسلافنا. ورغم عدم اكتشاف مناظر طبيعية مرسومة (حتى الآن)، فقد مثلت لوحات الكهوف جوانب أخرى من الطبيعة مهمة للبشر الأوائل مثل الحيوانات والشخصيات البشرية. «إنها ملاحظات ما قبل تاريخية للطبيعة. ظلت الطبيعة لقرون، بطريقة أو بأخرى، الموضوع المفضل للفن الإبداعي.» نشأت العديد من الأمثلة الحديثة للفن البيئي من رسم المناظر الطبيعية وتمثيلها. عندما رسم الفنانون في الموقع، طوروا علاقة عميقة مع البيئة المحيطة وطقسها وأدخلوا هذه الملاحظات الدقيقة في لوحاتهم. مثلت لوحات السماء لجون كونستابل «السماء في الطبيعة عن كثب». وجسدت سلسلة لندن لمونييه أيضًا علاقة الفنان بالبيئة. «بالنسبة لي، لا يوجد منظر طبيعي قائم بحد ذاته، إذ يتغير مظهره في كل لحظة؛ لكن يجلبه الجو المحيط إلى الحياة، والهواء والضوء، اللذين يختلفان باستمرار بالنسبة لي، يعطي الجو المحيط فقط الأشخاص قيمتهم الحقيقية».
مثّل الرسامون المعاصرون، مثل ديان بوركو، الظواهر الطبيعية -وتغيرها بمرور الوقت- لنقل القضايا البيئية، ولفت الانتباه إلى تغير المناخ. وصورت المناظر الطبيعية لألكسيس روكمان نظرة ساخرة لتغير المناخ وتدخلات الجنس البشري بالأنواع الأخرى عن طريق الهندسة الوراثية.

## تحدي أشكال النحت التقليدية
بدأ نمو الفن البيئي «كحركة» في أواخر الستينيات وأوائل السبعينيات. في مراحله المبكرة، كان أكثر ارتباطًا بالنحت، خاصةً فن الموقع المحدد وفن الأرض والفن الفقير، وظهر نقد متزايد لأشكال وممارسات النحت التقليدية التي اعتُبرت عتيقة ويحتمل أن تكون غير منسجمة مع البيئة الطبيعية.
نظم روبرت سميثسون في أكتوبر 1968، معرضًا في صالة عرض دوان في نيويورك بعنوان «أعمال الأرض». شكلت الأعمال في المعرض تحديًا واضحًا للمفاهيم التقليدية للعرض والمبيعات، من ناحية أنها كانت كبيرة جدًا أو يصعب جمعها؛ مُثل معظمها بالصور فقط، ما أكد عدم قدرة اقتنائهم. هرب هؤلاء الفنانون من حدود المعرض والنظرية الحداثية عن طريق مغادرة المدن والخروج إلى الصحراء.
«لم يصوروا المشهد فحسب، بل انخرطوا فيه؛ ولم يكن فنهم عن المناظر الطبيعية فقط، بل كان فيها أيضًا». مثّل هذا التحول في أواخر الستينيات والسبعينيات من القرن الماضي فكرة رائدة عن النحت، والمناظر الطبيعية وعلاقتنا بها. وتحدى العمل الوسائل التقليدية لإنشاء المنحوتات، وخالف أيضًا العديد من أساليب النخبة لنشر الفن والمعارض، مثل معرض صالة عرض دوان المذكور سابقًا. فتح هذا التحول مساحة جديدة وبذلك وسع طرق توثيق العمل وتصوره.

## دخول الأماكن العامة والعمرانية
حفز نمو الفن العام الفنانين، تمامًا كما نمت أعمال الأرض في صحراء الغرب من مفاهيم رسم المناظر الطبيعية، على إشراك المشهد الحضري كبيئة أخرى وأيضًا كمنصة لإشراك الأفكار والمفاهيم حول البيئة لجمهور أكبر. بينما أُنشئت الأعمال السابقة غالبًا في صحاري الغرب الأمريكي، شهدت نهاية السبعينيات وبداية الثمانينيات انتقال الأعمال إلى المشهد العام. بدأ الفنانون، مثل روبرت موريس، يشركون إدارات المقاطعات ولجان الفنون العامة لإنشاء أعمال في الأماكن العامة مثل مقالع الحجارة المهجورة. استخدم هربرت باير نهجًا مشابهًا اختاره لإنشاء أعمال أرض وادي ميل كريك الخاصة به في عام 1982. خدم هذا المشروع عدة وظائف مثل التحكم في التعرية وعمل كخزان خلال فترات هطول الأمطار الغزيرة وكمنتزه بمساحة 2.5 فدان خلال مواسم الجفاف. درس كتاب لوسي ليبارد الرائد، المتعلق بالمقارنة بين فن الأرض المعاصر ومواقع ما قبل التاريخ، الطرق التي «نُقلت» بها هذه الثقافات والأشكال والصور التي تعود إلى عصور ما قبل التاريخ إلى أعمال الفنانين المعاصرين الذين يعملون مع الأرض والأنظمة الطبيعية.
قدم آلان سونفيست فكرة بيئية رئيسية تتمثل في إعادة الطبيعة إلى البيئة الحضرية عن طريق منحوتته التاريخية الأولى للمناظر الطبيعة، التي قدمها إلى مدينة نيويورك في عام 1965، ويمكن رؤيتها حتى يومنا هذا في زاوية هيوستن ولاغوارديا في قرية غرينتش بمدينة نيويورك.